# Jerry Lee Lewis
Jerry Lee Lewis, även känd under smeknamnet The Killer, född 29 september 1935 i Ferriday, Louisiana, död 28 oktober 2022 i Nesbit i DeSoto County, Mississippi, var en amerikansk country- och rockartist, sångare och pianist.

## Biografi

### Uppväxt
Lewis, som var son till Elmo och Mamie Lewis, växte upp tillsammans med sina kusiner Mickey Gilley och Jimmy Lee Swaggart (senare känd TV-predikant). Han började spela piano hemma hos sin släkting Lee Calhoun, där han lärde sig spela "Stilla natt" i sin egen boogie woogie-version. Hans föräldrar köpte ett Starck Upright Piano till sin åttaårige son. På det lärde han sig spela de flesta låtar som spelades under 1940-talet och 1950-talet. I en intervju 1993 sa han att han satt 5–7 timmar om dagen vid pianot tills han var 21 år gammal, då han slog igenom med hitlåten "Crazy Arms" och sin egen "End of the Road. "I loved it... I worshipped it" sa han i samma intervju. När han var mellan 9 och 13 år brukade han ta sig till Haney's Big House, som låg i de svarta kvarteren, där han kunde lyssna på de svartas musik. "To me at the time, would be like strolling to a part of heaven... Musicly speaking you know" uttalade han sig senare. Jerry Lee Lewis första uppträdande ägde rum när den lokale Fordhandlaren skulle inviga en ny bilhall. Föräldrarna var där och hörde ett rockabilly-gäng spela. Fadern tog kontakt med den som ansvarade för underhållningen och sa att hans son kunde spela och sjunga mycket bättre än de. En stund senare satt Jerry Lee Lewis vid pianot och hamrade och ylade R'n'B-klassiken "Drinkin' Wine Spo-Dee-O-Dee". Fordhandlaren lät hatten gå runt för att samla in pengar åt den duktiga sångaren och pianisten.

### 1957–1958
Jerry Lee Lewis är rock'n'rollens vilde som förkroppsligade de mest våghalsiga och livfulla impulserna. Han kombinerade en vildsint, boogie woogie-liknande stil, där han spelade med både fingrar, fötter, armbågar, med en busig ohämmad sång i hittar som "Whole Lotta Shakin' Goin' On", "Great Balls of Fire" och "High school confidential" som kom 1958. Det året kom även låten "Breathless" som blev den sista låt som Jerry Lee fick en hit med på 1950-talet. Dessa fyra sånger släpptes på Sun Records 1957–1958. Jerry Lee Lewis blev så populär att han var nära att ta över Elvis Presleys titel som Rock And Rollens kung. Många trodde att Jerry Lee Lewis skulle bli Rock And Rollens nye "kung". Ett år efter genombrottet skakades USA av nyheten att Jerry Lee Lewis hade gift sig med Myra Gale Brown som var hans kusins och basists 13-åriga dotter. Skandalen blev slutet på Jerry Lee Lewis tidiga karriär.

### Million Dollar Quartet
Under en inspelningssession den 4 december 1956 med Carl Perkins, några veckor innan Jerry Lee fick eget skivkontrakt med Sun Records råkade det slumpa sig så att Elvis Presley, som vid den här tidpunkten lämnat Sun Records och skrivit kontrakt med RCA, hade vägarna förbi Sunstudion. Tillsammans med Johnny Cash som redan var på plats satte de fyra igång att jamma, mestadels religiösa sånger, med Perkins trumslagare W.S. Holland. Händelsen blev känd efter att Memphis Press-Scimitar som vid tillfället hade en fotograf på plats i studion skrev en artikel om det hela dagen efter med rubriken "The Million Dollar Quartet". Inspelningen som blev förevigad tack vare att Sam Phillips ljudtekniker Jack Clement lämnat bandspelaren på blev bortglömd och upptäcktes inte förrän på 1970-talet. Inspelningarna såg officiellt dagens ljus på fonogram, 1981 i Europa och 1990 i USA.

### Comeback
Lewis gjorde comeback 1968 med countrylåten "Another place, another time" som tog sig in på topplistorna. Låten låg över fyra månader på Country-topplistan. Comebacken fortsatte med ännu större framgångar med låtar som "What's Made Milwaukee Famous", "Once More With Feeling". Julen 1968 släpptes även "To Make Love Sweeter For You", skriven av Glen Sutton och Jerry Kennedy.

### Motgångar
Efter skandalen med giftermålet med sin kusindotter fick Jerry Lee Lewis allt sämre betalt vid sina spelningar och han började använda droger och alkohol. Under 1960-talet drunknade hans yngste son, Steve Allen Jr. och 1973 omkom även hans äldste son, Jerry Lee Lewis Jr., i en bilolycka.
1980 berättade en läkare att Lewis minst tre gånger hade varit i kontakt med honom på grund av sitt drogberoende. Lewis tog 8–10 kapslar amfetamin före varje uppträdande. 1981 lades han in på sjukhus för blödande magsår. Kort därefter lade han in sig på Betty Fords avvänjningsklinik för att en gång för alla bli av med sitt alkohol- och drogproblem. Två dagar senare skrev han ut sig och hävdade att om någon skulle kunna avvänja honom så var det han själv. "When the counsellors told me that I'd have to make my bed and scrub the toilets just like everybody else I knew that I'd checked into the wrong place. I'm a rock 'n' roll star, not a janitor. My hands fit fine on a piano keyboard – but not around a broom handle" sa han i en intervju kort tid efter att han lämnat Betty Ford Center.

### Senare år

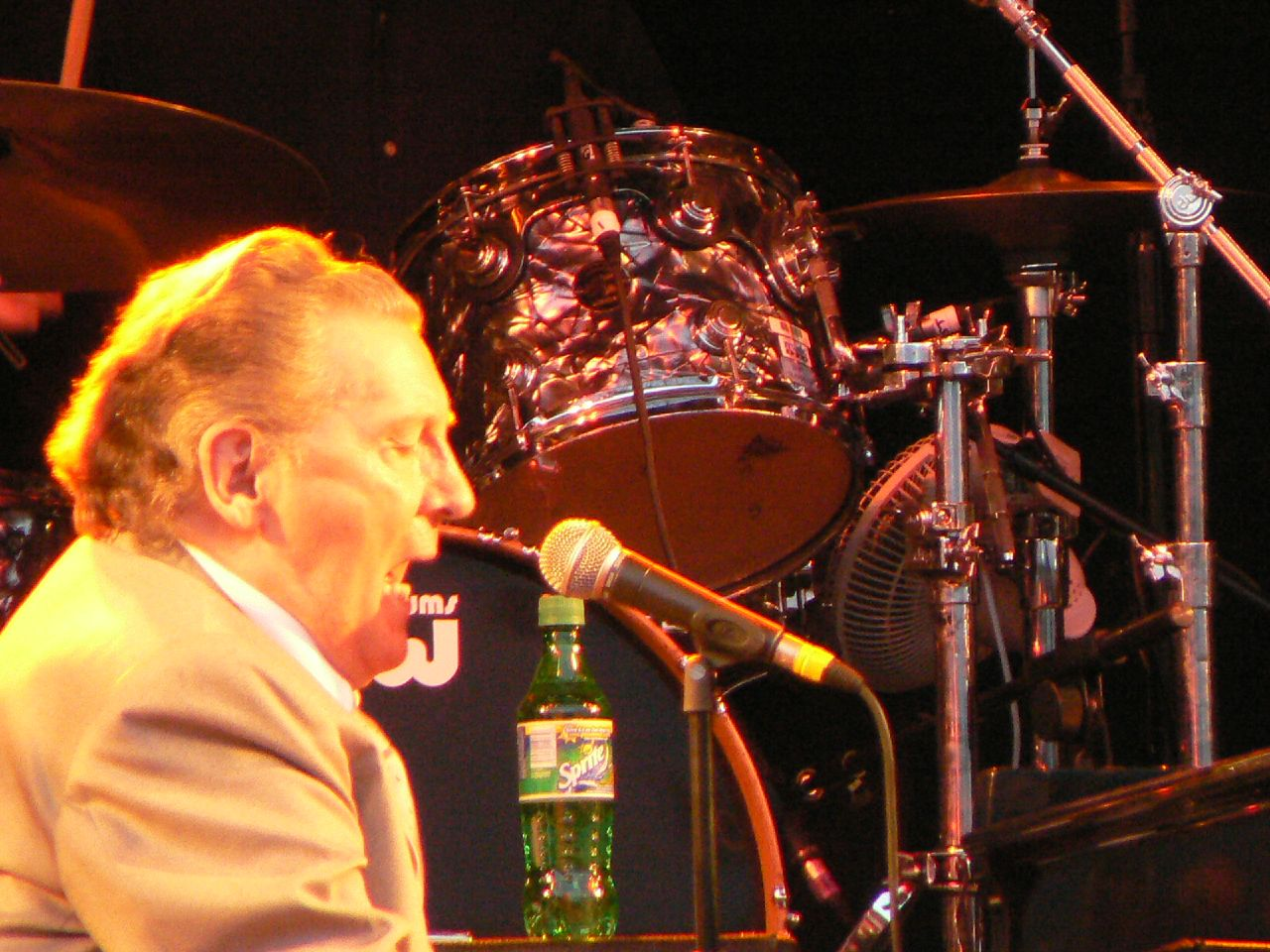
Jerry Lee Lewis 2006.

1986 invaldes Lewis i Rock'n Roll Hall of Fame. 1989 gjordes filmen Great Balls Of Fire som regisserades av Jim McBride där Dennis Quaid spelar huvudrollen som Jerry Lee Lewis och Winona Ryder spelar Myra Gale Brown. 2004 blev han rankad på 24:e plats med låten "Whole Lotta Shakin' Goin' On" på Rolling Stone Magazines lista "100 Greatest Artists of All Time".
Lewis pianospel höll länge en mycket hög klass. Skivan "Last Man Standing" (där han sjunger duetter med bland andra Mick Jagger, Little Richard, Keith Richards och Ringo Starr) släpptes 2006, och Jerry Lee fick länge stående ovationer när han avslutade sina framträdanden med "Whole Lotta Shakin' Goin' On". Så sent som under 2009 turnerade Jerry Lee Lewis i Europa. Han spelade nyligen[när?] under Förenta staternas nationaldag framför Vita huset med låtarna "Roll Over Beethoven", "Whole Lotta Shakin' Goin' On" och "Great Balls of Fire". Från april 2013 drev Lewis även en egen restaurang på Beale Street i Memphis. Jerry Lee Lewis’ Café And Honky Tonk som förutom att erbjuda klassisk sydstatsmat inrymmer även en livescen samt en Jerry Lee Lewis-utställning. Under 2022 släppte han ett gospelalbum tillsammans med sin kusin Jimmy Swaggart, kallat The Boys from Ferriday.

## Familj
Jerry Lee Lewis var son till Elmo och Mamie Lewis, äldre bror till Linda Gail  och Frankie Jean Lewis och yngre bror till Elmo Lewis Jr. Han var även kusin till Jimmy Lee Swaggart och Mickey Gilley.
Lewis var gift sju gånger:
- Dorothy Barton, från 21 februari 1952 till 8 oktober 1953. Det är dock möjligt att de gifte sig ännu tidigare. 1978 hävdade nämligen Lewis i en intervju att han var 14 år gammal när han gifte sig med den då 17-åriga flickan.[16]

- Jane Mitchum, från 15 september 1953 till oktober 1957. De fick två söner: Jerry Lee Lewis Jr. (1954–1973) och Ronnie Guy Lewis (f. 1956). Lewis gjorde sig skyldig till bigami eftersom han gifte om sig 23 dagar innan skilsmässan från Dorothy Barton var klar.

- Myra Gale Brown, från 12 december 1957 till 9 december 1970. Äktenskapet resulterade i två barn: Steve Allen Lewis (1959–1962) och Phoebe Allen Lewis (född 1963). För andra gången gjorde sig Lewis skyldig till bigami, då skilsmässan från Jane Mitchum inte var klar när han gifte om sig.

- Jaren Elizabeth Gunn Pate, från 7 oktober 1971 till 8 juni 1982. Paret fick en dotter Lori Lee Lewis (f. 1972). Paret låg i skilsmässa då hustrun omkom i en drunkningsolycka.[17]

- Shawn Stephens, från 7 juni till 22 augusti 1983. Äktenskapet varade i blott 77 dagar, då hustrun hastigt avled.[18][19]

- Kerrie McCarver, från 24 april 1984 till 15 juni 2004. De fick en son: Jerry Lee Lewis III (f. 1987).[20]

- Judith Brown, från 9 mars 2012.[15]

Lewis blev under dessa äktenskap far till sex barn. 1962 drunknade den treårige Steve Allen Lewis, och 1973 omkom den nittonårige Jerry Lee Lewis Jr. i en trafikolycka.

## Kända hits
- 1956 "Crazy Arms"
- 1957 "Whole Lotta Shakin' Goin' On"
- 1957 "Great Balls Of Fire"
- 1958 "You Win Again"
- 1958 "Breathless"
- 1958 "High School Confidential"
- 1961 "What'd I Say"
- 1961 "Cold Cold Heart"
- 1962 "Sweet Little Sixteen"
- 1963 "Good Golly, Miss Molly"
- 1964 "I'm On Fire"
- 1964 "High Heel Sneakers"
- 1968 "Another Place Another Time"
- 1968 "What's Made Milwaukee Famous (Has Made a Loser Out of Me)"
- 1968 "She Still Comes Around (to Love What's Left of Me)"
- 1968 "To Make Love Sweeter for You"
- 1969 "Invitation To Your Party"
- 1970 "Roll Over Beethoven" (med Linda Gail Lewis)
- 1970 "Once More with Feeling"
- 1971 "Me and Bobby McGee"
- 1972 "Chantilly Lace"
- 1972 "Who's Gonna Play This Old Piano?"
- 1973 "No Headstone on My Grave"
- 1975 "Boogie Woogie Country Man"
- 1978 "I'll Find It Where I Can"
- 1979 "Rockin' My Life Away"
- 1980 "Somewhere Over the Rainbow"

### Allmänna källor
Den här artikeln är helt eller delvis baserad på material från engelskspråkiga Wikipedia, Jerry Lee Lewis.
- Nick Tosches, Hellfire